# Tatiana Kocheleva
Tatiana Sergueïevna Kocheleva (en russe : Татьяна Сергеевна Кошелева) est une joueuse de volley-ball russe née le 23 décembre 1988 à Minsk (Biélorussie). Elle mesure 1,91 m et joue au poste de réceptionneuse-attaquante. Elle totalise 90 sélections en équipe de Russie.

## Clubs
| Club                       | De        | À         |
| -------------------------- | --------- | --------- |
| Dinamo (RSSU-ShVSM)        | 2004-2005 | 2006-2007 |
| Zaretchie Odintsovo        | 2007-2008 | 2009-2010 |
| Dinamo Kazan               | 2010-2011 | 2010-2011 |
| Dinamo Krasnodar           | 2011-2012 | 2011-2012 |
| Dinamo Kazan               | juin 2012 | oct 2012  |
| Dinamo Moscou              | avr 2013  | juin 2014 |
| Dinamo Krasnodar           | 2014-2015 | 2015-2016 |
| Eczacıbaşı İstanbul        | 2016-2017 | 2016-2017 |
| Galatasaray İstanbul       | 2017-2018 | 2017-2018 |
| Rio de Janeiro Volêi Clube | 2018-2019 | 2018-2019 |
| Pallavolo Scandicci        | avr 2019  | mai 2019  |
| Guangdong Evergrande       | 2019-2020 | 2019-2020 |
| VK Lokomotiv Kaliningrad   | jan 2020  | mai 2020  |
| Galatasaray İstanbul       | 2020-2021 | …         |

## Palmarès

### Équipe nationale
- Championnat du monde
  - Vainqueur : 2010.
- Championnat d'Europe
  - Vainqueur : 2013, 2015.
- Grand Prix mondial
  - Finaliste : 2009.
- Championnat du monde des moins de 18 ans
  - Finaliste: 2005.

### Clubs
- Championnat du monde des clubs
  - Vainqueur : 2016.
  - Finaliste : 2015.
- Ligue des champions
  - Finaliste : 2008.
- Coupe de la CEV
  - Vainqueur : 2015, 2016.
- Championnat de Russie
  - Vainqueur : 2008, 2010, 2011.
  - Finaliste : 2009, 2013, 2014, 2020.
- Coupe de Russie
  - Vainqueur: 2007, 2010, 2013, 2014, 2015.
  - Finaliste : 2009.

### Distinctions individuelles
- Grand Prix Mondial de volley-ball 2009: Meilleure attaquante.
- Championnat du monde de volley-ball féminin 2010: Meilleure attaquante[6].
- Championnat d'Europe de volley-ball féminin 2013: MVP.
- Coupe de la CEV féminine 2014-2015: MVP.
- Championnat du monde des clubs de volley-ball féminin 2015 : Meilleure réceptionneuse-attaquante[7].
- Coupe du monde de volley-ball féminin 2015: 2e meilleure réceptionneuse-attaquante[8].
- Championnat d'Europe de volley-ball féminin 2015: Meilleure réceptionneuse-attaquante et MVP[9].
- Championnat du monde des clubs de volley-ball féminin 2016 : Meilleure réceptionneuse-attaquante[10].